# François Mauriac
François Mauriac (ur. 11 października 1885 w Bordeaux, zm. 1 września 1970 w Paryżu) – francuski pisarz zaliczany do największych pisarzy katolickich XX wieku, laureat literackiej Nagrody Nobla (1952).

## Życiorys
Studiował literaturę na uniwersytecie w Bordeaux, uzyskując dyplom w 1905 r., po czym przeniósł się do Paryża, aby studiować w École des Chartes. Pozostał w niej tylko przez kilka miesięcy, zajmując się już niemal wyłącznie pisarstwem.
Debiutował w 1909 r. jako poeta, Les Mains jointes, przyciągając uwagę krytyki literackiej.
W czasie I wojny przerwał pisanie, służąc na Bałkanach w szpitalu Czerwonego Krzyża. W 1922 r. opublikował Le Baiser aux lepreux (Pocałunek trędowatemu), który przyniósł mu szerokie uznanie.
Potem zasłynął jako autor prozy psychologicznej. Pisał o konfliktach między ludzką namiętnością a etyką i wiarą, m.in. w powieściach Pustynia miłości (1925), Kłębowisko żmij (1932), Faryzeuszka (1941) i Jagnię (1954). W czasie II wojny światowej publikował teksty antyfaszystowskie we francuskim podziemiu – Le cahier noir, pod pseudonimem Forez. Napisał wiele zbiorów szkiców i esejów (m.in. Bóg i złoty cielec, 1929; biografia De Gaulle 1964) oraz dziennik Pamiętnik życia wewnętrznego (1959). W 1933 r. został członkiem Akademii Francuskiej. W 1952 r. otrzymał literacką Nagrodę Nobla, a w 1958 Wielki Krzyż Legii Honorowej.
Mauriac był też znanym dziennikarzem, publikującym przez wiele lat w prawicowym dzienniku francuskim „Le Figaro”. W latach 50. sprzeciwiał się wojnie w Algierii, potępiając używanie tortur przez armię francuską.
Dzieła zebrane Mauriaca ukazały się w 12 tomach, w latach 1950–1956. Mauriac zachęcił też Eliego Wiesela do opisania swoich doświadczeń jako Żyda w czasach Holokaustu.
Pisarz został pochowany na Cimetière de Vémars w departamencie Val-d’Oise.

## Powieści, opowiadania

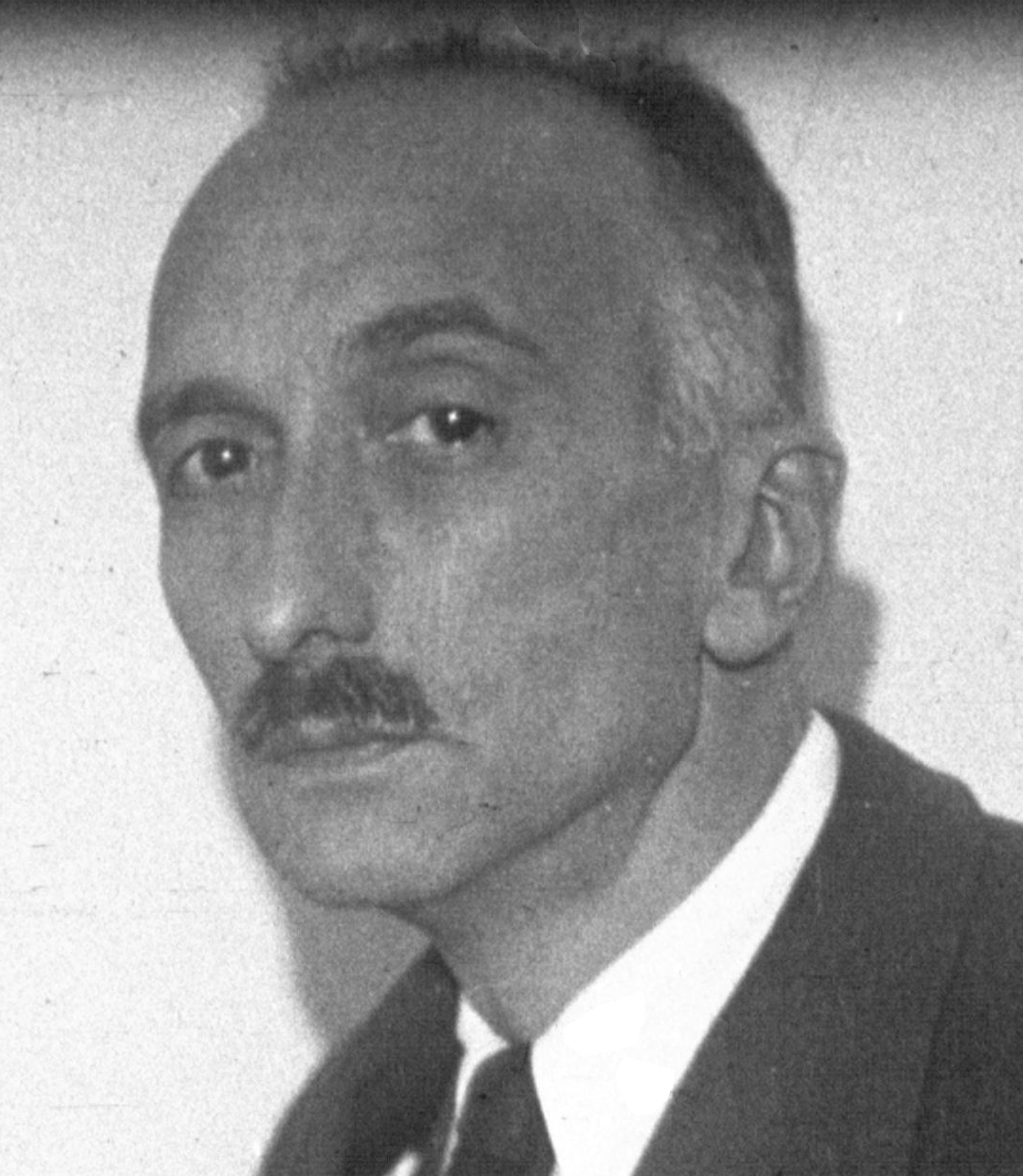
François Mauriac (1933)

- Ciężkie okowy dzieciństwa (1985) tytuł francuski L’Enfant chargé de chaînes (1913)
- Kamilka (1934) tytuł francuski La Robe prétexte (1914)
- Ciało i krew tytuł francuski La Chair et le Sang (1920)
- Uprzywilejowani (1958) tytuł francuski Préséances (1921)
- Dialogue d’un soir d’hiver (1921) – zbiór opowiadań
- Le Baiser au lépreux (1922)
- Le Fleuve de feu (1923)
- Genitrix (1959) tytuł francuski Genitrix (1923)
- Pocałunek trędowatemu (1963) tytuł francuski Oeuvres Completes (1923) – zbiór opowiadań
- Le Mal (1924)
- Pustynia miłości (1934) tytuł francuski Le Désert de l’amour (1925) – nagrodzona we Francji Grand Prix du Roman de l’Académie”
- Teresa Desqueyroux (1930) tytuł francuski Thérèse Desqueyroux (1927)
- Losy (1931) tytuł francuski Destins (1928)
- Trois récits (1929)
- „...aby zbawił, co było zginęło” (1958) lub Powrót do Boga (1933) tytuł francuski Ce qui était perdu (1930)
- Kłębowisko żmij (1932) tytuł francuski Le Nœud de vipères (1932)
- Le Drôle (1933)
- Tajemnica Frontenaków (1957) tytuł francuski Le Mystère Frontenac (1933)
- Pielgrzymi (1957) tytuł francuski Pélerins de Lourdes (1933)
- Koniec nocy (1935) tytuł francuski La Fin de la nuit (1935)
- Czarne anioły tytuł francuski Les Anges noirs (1936)
- Plongées (1938)
- Drogi morza (1958) tytuł francuski Les Chemins de la mer (1939)
- Faryzeuszka tytuł francuski La Pharisienne (1941)
- Pokraka tytuł francuski Le Sagouin (1951)
- Galigai (1959) tytuł francuski Galigaï (1952)
- Jagnię (1958) tytuł francuski L’Agneau (1954)
- Młodzieniec z dawnych lat tytuł francuski Un adolescent d’autrefois (1969)
- Maltaverne tytuł francuski Maltaverne (1972) (wydana pośmiertnie)

## Dramaty
- Asmodée (1938)
- Les Mal-aimés (1945)
- Passage du malin (1947)
- Le Feu sur la terre (1950)

## Poezja
- Les Mains jointes (1909)
- L’Adieu à l’adolescence (1911)
- Le Disparu (1918)
- Orages (1925)
- Le Sang d’Atys (1940)

W zbiorze poezji Poeci nobliści (1994): Życie i śmierć poety (przeł. Jadwiga Dackiewicz, Andrzej Piotrowski).

## Eseje, zbiory artykułów
- De quelques cœurs inquiets (1919)
- La Province (1926)
- Le Roman (1928)
- Życie Racine’a tytuł francuski La Vie de Jean Racine (1928)
- Bóg i złoty cielec tytuł francuski Dieu et Mammon (1929)
- Le Jeudi-Saint (1931)
- Blaise Pascal et sa sœur Jacqueline (1931)
- Cierpienia i szczęście chrześcijanina tytuł francuski Souffrances et bonheur du chrétien (1931)
- Le Romancier et ses personnages (1933)
- Życie Jezusa (1937) tytuł francuski La Vie de Jésus (1936)
- Święta Małgorzata z Kortony (1958) tytuł francuski Sainte Marguerite de Cortone (1945)
- La Rencontre avec Barrès (1945)
- Du côté de chez Proust (1947)
- Le Fils de l’homme (1958)
- Burza cichnie o zmierzchu (1962) tytułu francuskiego brak, z różnych źródeł
- Bloc-notes: Notatnik z lat 1953–1970 tytuł francuski Bloc-notes, Seuil, 5 vol. (1971)
- Souvenirs retrouvés – Entretiens avec Jean Amrouche (1981)
- Mozart et autres écrits sur la musique (1996)
- La Paix des cimes: chroniques, 1948-1955 (2000)
- D’un Bloc-notes à l’autre: 1952-1969 (2004)
- Téléchroniques, 1959-1964 (2008)

## Pamiętniki
- Le Cahier noir (1943)
- Journal d’un homme de trente ans (extraits) (1948)
- Mémoires intérieurs (1959)
- W co wierzę tytuł francuski Ce que je crois (1962)
- Nowy pamiętnik życia wewnętrznego tytuł francuski Nouveaux mémoires intérieurs (1964)
- Mémoires politiques (1967)

## Autobiografie i korespondencje
- Bordeaux, version première des Commencements d’une vie (1925)
- Commencements d’une vie (1932)
- Écrits intimes (1953)
- Listy 1904-1969 tytuł francuski Lettres d’une vie, 1904-1969 (1981)
- Nouvelles lettres d’une vie, 1906-1970 (1989)

## Scenariusze
- Le pain vivant (1955) w reżyserii Jeana Mousselle